# Пеллетье, Бронсон
Бронсон Пеллетье (фр. Bronson Pelletier; родился 31 декабря 1986, Ванкувер) — канадский актёр, наиболее известный ролью Джека Синклэра в фильме renegadepress.com (2007).

## Биография
Бронсон Пеллетье родился 31 декабря 1986 года в Ванкувере. Коренной индеец народа кри. Родители разведены. Любимая еда — спагетти. В свободное время любит ходить в походы и смотреть хоккей и европейский футбол. Любимые музыкальные исполнители: Боб Марли и Джими Хендрикс.

## Карьера
Начал актёрскую карьеру в 2005 году. Появлялся в нескольких сериях канадских сериалов «enegadepress.com» и «Долина динозавров». Получил роль Джареда в фильме «Новолуние» (сиквел культового фильма «Сумерки»).

## Фильмография
| Год  | Название фильма                  | Роль            |
| ---- | -------------------------------- | --------------- |
| 2013 | Fishing Naked                    | Дэвид Оттертейл |
| 2011 | Сумерки. Сага: Рассвет — Часть 1 | Джаред          |
| 2010 | Сумерки. Сага. Затмение          | Джаред          |
| 2009 | Сумерки. Сага. Новолуние         | Джаред          |
| 2007 | renegadepress.com                | Джек Синклэр    |
| 2005 | Долина динозавров                | Кит Вайтфизер   |